# Cul-de-Sac (Saint-Martin)
Pour les articles homonymes, voir Cul-de-sac.
Le hameau de Cul-de-Sac est un lieu-dit de la partie française de l’île de Saint-Martin, aux Antilles. Il se situe au nord-est de l'île. La route provient du rond-point de Hope Estate sur la route principale RN7 qui relie Quartier-d'Orléans à Marigot. Cette route longtemps en cul-de-sac, se prolonge maintenant vers l'Anse-Marcel par le passage d'un col.

## Étymologie
Le nom exprime bien la situation historique du lieu.
- Le nom en langue anglaise vernaculaire locale est "French Cul-de-Sac".
- L'ancien nom complet cartographique était "Cul-de-Sac de la Barrière".

## Topographie
Il s'agit d'un village sis sur le littoral au fond d'une baie faisant face à la houle atlantique mais bien abritée par des cayes, deux îlets et une mangrove dont seul subsiste une petite partie de la surface d'origine. Le reste fut détruit lors d'un projet immobilier par remblaiement avec le sable pompé dans le haut-fond attenant.

## Urbanisation
Longtemps petit hameau de pêcheur, l'urbanisation y a été soudain galopante depuis les années 1990 avec l'implantation d'hôtels, de nombreuses résidences et même l'un des trois collèges publics de la collectivité.

## Services
- Établissements d'enseignement : le hameau comporte une école maternelle, une école élémentaire et le collège public Soualiga.
- Équipements sportifs : on y trouve des terrains de basket-ball et de tennis.
- Lieux de cultes : temples divers.

## Lieux remarquables et particularités
- Havre pour les bateaux de plaisance de peu de tirant d'eau.
- Point d'embarquement des navettes vers l'îlet Pinel.
- Lieu de passage des camions d'ordures qui se rendent à la décharge contrôlée des Grandes-Cayes.
- En 1995 la force du vent du cyclone Luis y a fait de très gros dégâts.